# Pawilon brytyjski na MTP
Pawilon brytyjski (po oddaniu do użytku: Pawilon nr 5, obecnie zasadnicza część Pawilonu nr 3) – hala wystawiennicza Międzynarodowych Targów Poznańskich zlokalizowana przy Placu Świętego Marka, od strony ul. Roosevelta i głównego wejścia na tereny targowe. Sąsiaduje z Halą Reprezentacyjną.
Hala powstała w początku lat 70. XX wieku, w okresie stagnacji budowlanej Targów, kiedy to rozważano możliwość przeniesienia ich poza tereny centrum miasta. Obiekt zrealizowano we współpracy z brytyjskim rządem, który zażądał jednak, by hala znajdowała się w miejscu reprezentacyjnym, przy centralnym placu targowym. W celu budowy pawilonu wyburzono istniejące tu wcześniej mniejsze obiekty wystawiennicze. Pawilon brytyjski (o stalowej konstrukcji) był w momencie oddania do użytku jedną z największych budowli ekspozycyjnych na MTP. Do jego reprezentacyjnego położenia zupełnie nie przystawała jednak architektura - banalna, uproszczona blaszana bryła, wykonana z miernej jakości materiałów i z brakiem zachowania stosownych proporcji. 
Obecnie hala została włączona w pawilon nr 3, a elewacja od strony ul. Roosevelta stanowi nośnik dla wielkoformatowych reklam od strony dworca głównego. W parterze znajduje się ogólnodostępna restauracja. 